# Oxalis pes-caprae
Oxalis pes-caprae — багаторічна рослина, родини квасеницеві (Oxalidaceae).

## Поширення
Цей вид є інвазивною рослиною в багатьох частинах світу. Родом з Південної Африки ймовірно, на початку 19-го століття вид представлений в ботанічному саду на Мальті. Протягом кількох десятиліть, поширився на Мальті, та в інших частинах Середземноморського регіону і навіть Атлантичному узбережжі Європи. Точно так само вид натуралізований на Канарських островах, Азорських островах і Мадейрі.
Зараз рослина є шкідливим бур'яном в багатьох інших частинах світу, включаючи Сполучені Штати (зокрема, прибережну Каліфорнію), Європу, Ізраїль та Австралію.
Як найкращі місця розташування вибирає оброблювані землі, особливо серед деревних культур. У період розквіту є визначальною частиною пейзажу, наприклад, на Сицилії.

## Екологія

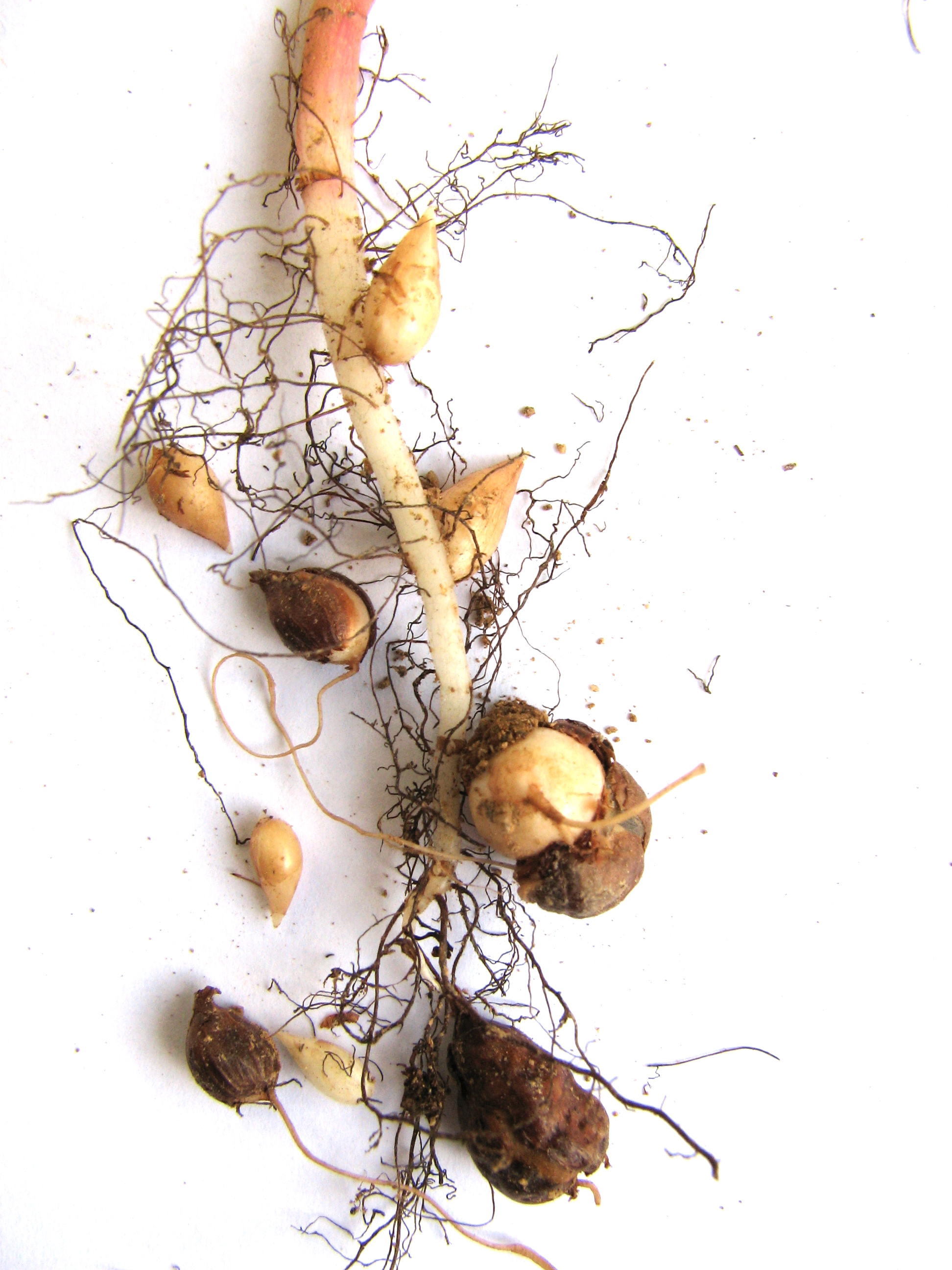
Цибулини і коріння

Багаторічна, трав'яниста рослина. Рослина досягає висоти росту між 10 і 50 сантиметрів. Період цвітіння триває з грудня по травень. Рослина може бути використана різними способами як джерело щавлевої кислоти, і як їжа, і в народній медицині. Бічні підземні пагони, які, як правило, м'ясисті, можна з'їсти в сирому або вареному вигляді і подається з молоком.